# Gabriel Brizard
Gabriel Brizard, spesso chiamato Abbé Brizard, e a volte con il suo pseudonimo letterario Gallophile (Gallofilo, ovvero amante della Francia) (1744 circa – 23 gennaio 1793), è stato uno scrittore e storico francese le cui opere furono molto popolari nel XVIII secolo.

## Biografia
Supportò molte delle riforme della Rivoluzione francese e fu ammiratore di Voltaire per la sua visione anticlericale. Brizard fu anche un ammiratore di Rousseau e di Mably. Il suo Éloge historique de l'abbé de Mably (elogio/necrologio), pubblicato dopo la morte di Mably gli valse un premio della Académie des inscriptions et belles-lettres nel 1787.